# Trine Bramsen
Trine Bramsen (ur. 26 marca 1981 w Svendborgu) – duńska polityk, posłanka do Folketingetu, od 2019 do 2022 minister.

## Życiorys
W 2007 ukończyła nauki społeczne w Roskilde Universitetscenter. Pracowała w socjaldemokratycznej młodzieżówce Danmarks Socialdemokratiske Ungdom i na Uniwersytecie Kopenhaskim, później od 2007 do 2011 w przedsiębiorstwie konsultingowym Deloitte. W 2011 z ramienia Socialdemokraterne po raz pierwszy uzyskała mandat posłanki do Folketingetu, z powodzeniem ubiegała się o reelekcję w kolejnych wyborach w 2015, 2019 i 2022.
W czerwcu 2019 została ministrem obrony w gabinecie Mette Frederiksen. W lutym 2022 przeszła na funkcję ministra transportu i ds. równouprawnienia, którą pełniła do grudnia 2022.